# وحدة روان الحضرية
تشير الوحدة الحضرية لمدينة روان، بحسب المعهد الوطني للإحصاء والدراسات الاقتصادية، إلى مجموعة البلديات المتجاورة التي تتصل مبانيها مع بعضها حول مدينة روان. يبلغ عدد سكان هذه الوحدة الحضرية، أو ما يُعرف بالتجمع الحضري، 475,035 نسمة موزعين على 50 بلدية وتغطي مساحة قدرها 461.10 كيلومتر مربع. تحتل هذه الوحدة المرتبة الثانية عشرة من حيث عدد السكان في فرنسا.